# Mahonia longipes
Mahonia longipes là một loài thực vật có hoa trong họ Hoàng mộc. Loài này được (Standl.) Standl. mô tả khoa học đầu tiên năm 1929.